# The Higher Law
The Higher Law é um filme mudo norte-americano de 1914, do gênero drama, dirigido por Charles Giblyn e estrelado por Murdock MacQuarrie e Pauline Bush. Também contou com Lon Chaney no elenco. É o segundo filme da série The Adventures of François Villon.
O filme é agora considerado perdido.

## Elenco
- Murdock MacQuarrie - François Villon
- Pauline Bush - Lady Eleyne
- Doc Crane - Luís XI de França
- Lon Chaney - Sir Stephen
- Millard K. Wilson
- Chester Withey - Colin
- William B. Robbins - Sir Haco Hubba